# Khan Bonfils
Kan (Khan) Bonfils (Vietnam, 1972–5 de enero de 2015) fue un actor danés. 

## Biografía
Aunque nació en Vietnam, fue adoptado por una familia danés cuando tenía cinco años. Se trasladó a Londres para cumplir su objetivo de ser actor y se formó en la Webber Douglas Academy of Dramatic Art. Se formó también en artes marciales formándose en la Wing Chun Kung Fu de Austin Goh, y también fue practicante de Yin Style Ba Gua Zhang en Londres desde 2008. Antes de empezar en el mundo de la actuación, Bonfils también tuvo una breve carrera de modelo para diseñadores como Michiko Kochino, Hermes o Oswald Boateng.

## Carrera
Sus principales papeles fueron el del Jedi Master Saesee Tiin en Star Wars: Episodio I - La amenaza fantasma (1999), Capitán Sky y el mundo del mañana (Sky Captain and the World of Tomorrow) (2004), Tomb Raider 2, Batman Begins, y las películas de James Bond Tomorrow Never Dies (1997) y Skyfall (2012).
El 5 de enero de 2015, Bonfils estaba ensayando la producción teatral de Inferno de Dante cuando se derrumbó. No pudo ser resucitado y los médicos lo declararon muerto. Tenía 42 años al momento de su fallecimiento.

## Filmografía
- Tomorrow Never Dies (1997)
- Shadow Run (1998)
- Star Wars: Episodio I - La amenaza fantasma (Star Wars: Episode I – The Phantom Menace) (1999)
- Lara Croft Tomb Raider: The Cradle of Life (2003) - Reiss' Guard
- Sky Captain and the World of Tomorrow (Sky Captain and the World of Tomorrow) (2004)
- Batman Begins (2005)
- Body Armour (2007)
- Tribe (2011)
- Skyfall (2012)
- Traveller (2013)
- Razors: The Return of Jack the Ripper (2016)